# Høstborst
Høstborst (Leontodon autumnalis), ofte skrevet høst-borst, er en 10-30 centimeter høj plante i kurvblomst-familien. De gule blomster sidder i 2-3 centimeter brede kurve, der sidder enligt eller få sammen, og de grundstillede blade er glatte eller med få, ugrenede hår. I Danmark er høstborst meget almindelig på lysåbne steder.

## Beskrivelse
Høstborst er en flerårig urt med mælkesaft og trævlerod. Stænglen er normalt grenet, men kun med skælformede blade. Bladene sidder i roset og er lancetformede eller aflange og dybt fligede eller fjersnitdelte. De er glatte eller svagt hårede. Blomsterne er gule med tungeformede kroner og blomsterkurvens bund er uden avner. Frugten er uden næb og har gullig fnok med fjerformede stråler i en enkelt krans.

## Udbredelse
Arten er udbredt i Europa, Nordafrika, Vest- og Nordasien samt indslæbt til Nordamerika.
I Danmark er høstborst meget almindelig på lysåbne, græsklædte steder, fx på tørre bakker og overdrev, langs vejkanter og på fugtige enge, både ferskvandsenge og strandenge. Den findes desuden på tør og mager sandbund i klitter. Den blomstrer i august til oktober.